# Chourinette
Pour plus de détails, voir Fiche technique et Distribution.
Chourinette est un film français réalisé par André Hugon, sorti en 1934. 

## Fiche technique
- Titre original : Chourinette
- Réalisation : André Hugon
- Scénario : Georges Berr
- Décors : Robert-Jules Garnier
- Photographie : Marc Bujard et Georges Costal
- Musique : Jacques Janin, Mireille et Jean Nohain (lyrics)
- Sociétés de production : Les Productions André Hugon, Gaumont-Franco Film-Aubert (G.F.F.A.)
- Pays de production : France
- Format : Noir et blanc - Son mono
- Genre : comédie dramatique
- Durée : 95 minutes
- Date de sortie : 
  - France : 2 mars 1934

## Distribution
- Mireille : Chourinette
- Frédéric Duvallès : Laloupe
- Sinoël : Pêchelune
- Yvonne Hébert : Jacqueline
- Antonin Berval : Vernonet
- Marguerite Templey : Mme Tourtier
- Pierre de Guingand : Ferdinand de Brézolles
- Robert Allard
- André Bertic
- Édouard Delmont
- Robert Goupil
- Raoul Marco
- Maximilienne
- Germaine Michel
- Oléo
- Andrée Pasty